# José Francisco da Rocha Pombo
Pour les articles homonymes, voir Rocha et Pombo.
José Francisco da Rocha Pombo (Morretes, 1857 - Rio de Janeiro, 1933) est un journaliste, avocat, homme politique, professeur, historien et écrivain brésilien.

## Biographie
Fils de Manuel Francisco Pombo et d'Angélica da Rocha, José Francisco da Rocha Pombo naît le 4 décembre 1857 à Morretes, dans l'État du Paraná, au sud du Brésil.
Il est diplômé de la Faculté de droit de l'université fédérale de Rio de Janeiro.
Ardent abolitionniste et républicain, Rocha Pombo fonde dans sa ville natale, en 1879, le journal O Povo (« Le Peuple ») puis, dans la ville de Castro, le journal Eco dos Campos (« Écho des temps ») et diffuse dans les deux périodiques les idées auxquelles il adhère,. Il collabore aussi sur les journaux Diário Popular (« Journal populaire ») et O Paraná (« Le Paraná »), Diário do Comércio (« Journal du commerce »).
En 1889, à la suite de la proclamation de la république au Brésil en 1889, Rocha Pombo s'installe à Rio de Janeiro, où il continue son activité de journaliste. En 1892, il devient le directeur du Diário do Comércio, dont il sera le propriétaire.
Rocha Pombo est élu député Parti libéral à l'Assemblée provinciale en 1886. Désabusé par les événements politiques résultant de la révolution fédéraliste (1893-1895), il prend un poste à la Cour en 1897, et devient admissible à un poste de professeur au Colégio Pedro II de Rio de Janeiro et à l'école normale. Il est aussi membre de l'Institut historique et géographique brésilien depuis 1900,.
Il crée en 1912 l'université au Paraná, qui cependant ne dure pas longtemps,.
José Francisco da Rocha Pombo meurt à Rio de Janeiro le 26 juin 1933 à l'âge de 75 ans.

## Œuvre
José Francisco da Rocha Pombo publie plusieurs recueils de poésie ainsi des ouvrages d'histoire importants, comme son História do Brasil en plusieurs volumes (« Histoire du Brésil », 1905-1917). Selon Rodolfo Garcia, son successeur à l'Académie, « il est impossible d'ignorer le mérite extraordinaire du travail de Rocha Pombo, son utilité avérée, les services rendus aux savants, qui a l'estime de tous les semblables. Si vous regardez les statistiques de la bibliothèque, il s'avère que votre Histoire du Brésil est, dans cette classe, le livre le plus consulté, le plus lu de tous, ce qui signifie popularité et vaut la plus légitime des consécrations. [L'Histoire du Brésil] est la plus grande, la plus considérable de notre littérature, en raison de l'immense surface qu'elle recouvre, des origines du Brésil à nos jours. » Cependant, l'ouvrage est aussi critiqué, notamment par Capistrano de Abreu et João Ribeiro, qui l'a trouvé « diffus, froid, rarement doux, difficile à lire. Cependant, il contient une grande copie d’informations utiles. ».
- Honra do Barão, 1881 ;
- Dadá, 1882 ;
- A religião do belo, 1882 ;
- Petrucello, 1889 ;
- Nova crença, 1889 ;
- A supremacia do ideal, 1889;
- Visões, 1891 ;
- A Guairá, 1891 ;
- In excelsis, 1895 ;
- Marieta, 1896 ;
- História da América, 1900 ;
- História do Brasil, 1905-1917 ;
- História de São Paulo ;
- História do Paraná ;
- O Paraná no centenário, 1900 ;
- No hospício, 1905 ;
- Contos e pontos, 1911 ;
- Dicionário de sinônimos da Língua Portuguesa, 1914 ;
- Notas de viagem, 1918 ;
- História Universal, 1929.

## Hommages

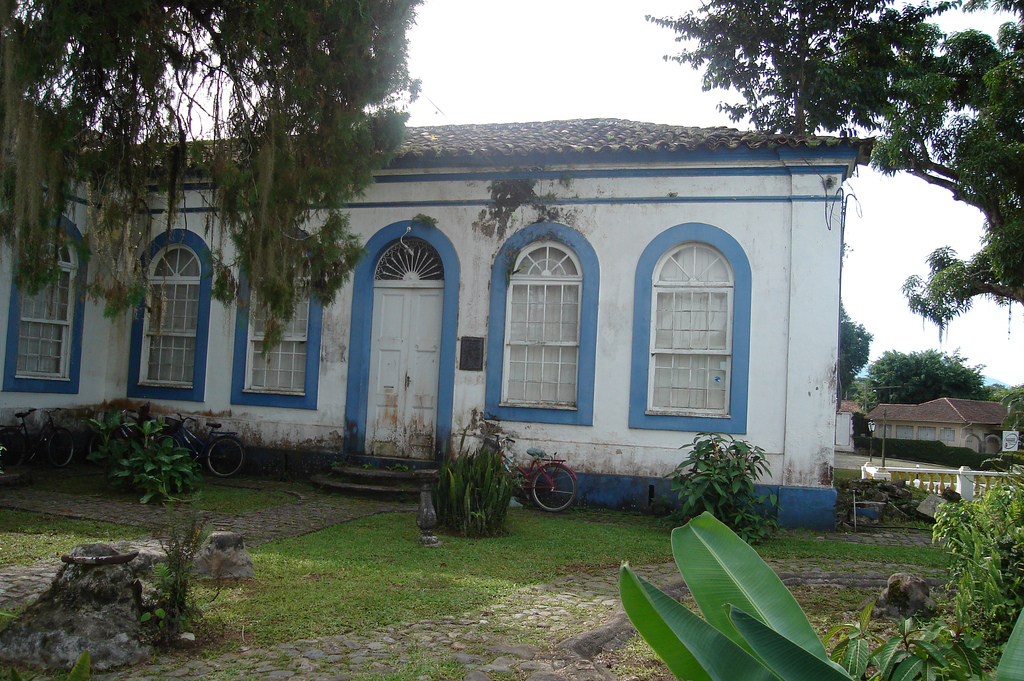
La Casa Rocha Pombo, maison où a grandi Rocha Pombo, est aujourd'hui un musée.

En 1900, il reçoit le Prix de l'instruction publique pour ses travaux sur l'histoire de l'Amérique. 
Dans sa terre natale du Paraná, Rocha Pombo est célébré comme l'un des plus grands représentants de la littérature de l'État : il y reçoit plusieurs hommages et sa mémoire demeure préservée et cultivée. L'un de ces honneurs a été accordé par l'Académie des Lettres paranéennes (pt) en tant que « fondateur » de la chaire no 1 de cette institution.
Il est aussi élu le 16 mars 1933 pour occuper la chaire no 39 de l'Académie brésilienne des lettres, comme troisième occupant, mais, très malade, il meurt avant d'en prendre possession.
La maison où Rocha Pombo a grandi, à Morretes est devenu un musée.